# Lasiopterini
I Lasiopterini sono un raggruppamento sistematico di insetti dell'ordine dei Ditteri (sottordine Nematocera, famiglia Cecidomyiidae, sottofamiglia Cecidomyiinae). Comprende specie galligene o predatrici.

## Descrizione
I Lasiopterini sono caratterizzati dal particolare irrobustimento del tratto prossimale anteriore dell'ala: le ramificazioni della nervatura radiale sono molto ravvicinate e decorrono molto vicine alla costa (la subcosta è assente) formando una venatura fitta rivestita di squame.

## Sistematica
La tribù si suddivide in 4 generi:
- Hybolasioptera
- Isolasioptera
- Lasioptera
- Ozirhincus